# Valledoria
Valledoria es una localidad italiana de la provincia de Sassari, región de Cerdeña,  con 4.114 habitantes.

## Evolución demográfica
| Gráfica de evolución demográfica de Valledoria entre 1861 y 2001 |
|                                                                  |
| Fuente ISTAT - elaboración gráfica de Wikipedia                  |